# Entschärfung einer Fliegerbombe in Augsburg zu Weihnachten 2016

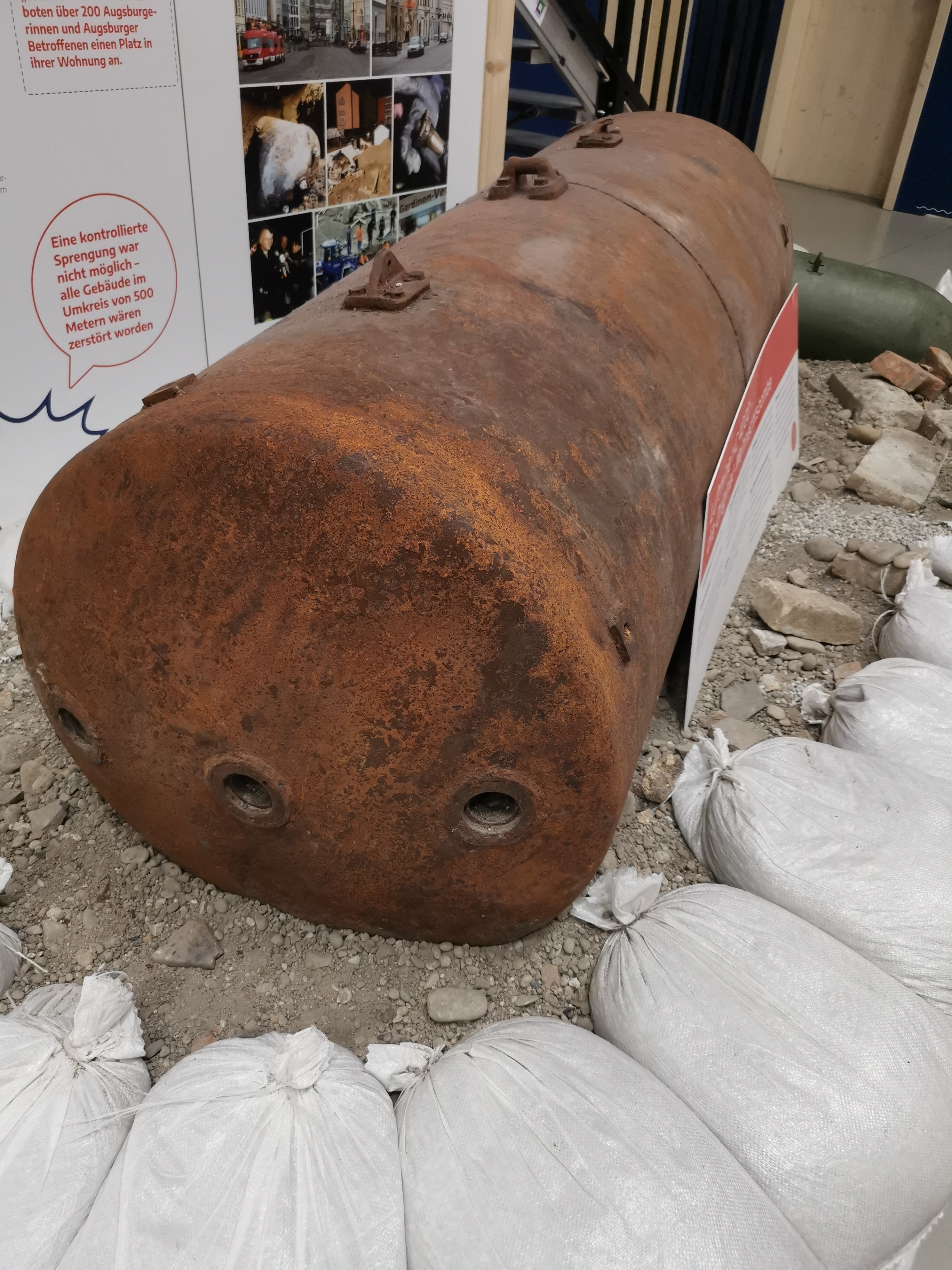
Original Luftmine HC 4000 in einer Ausstellung in der Feuerwehrerlebniswelt Augsburg.

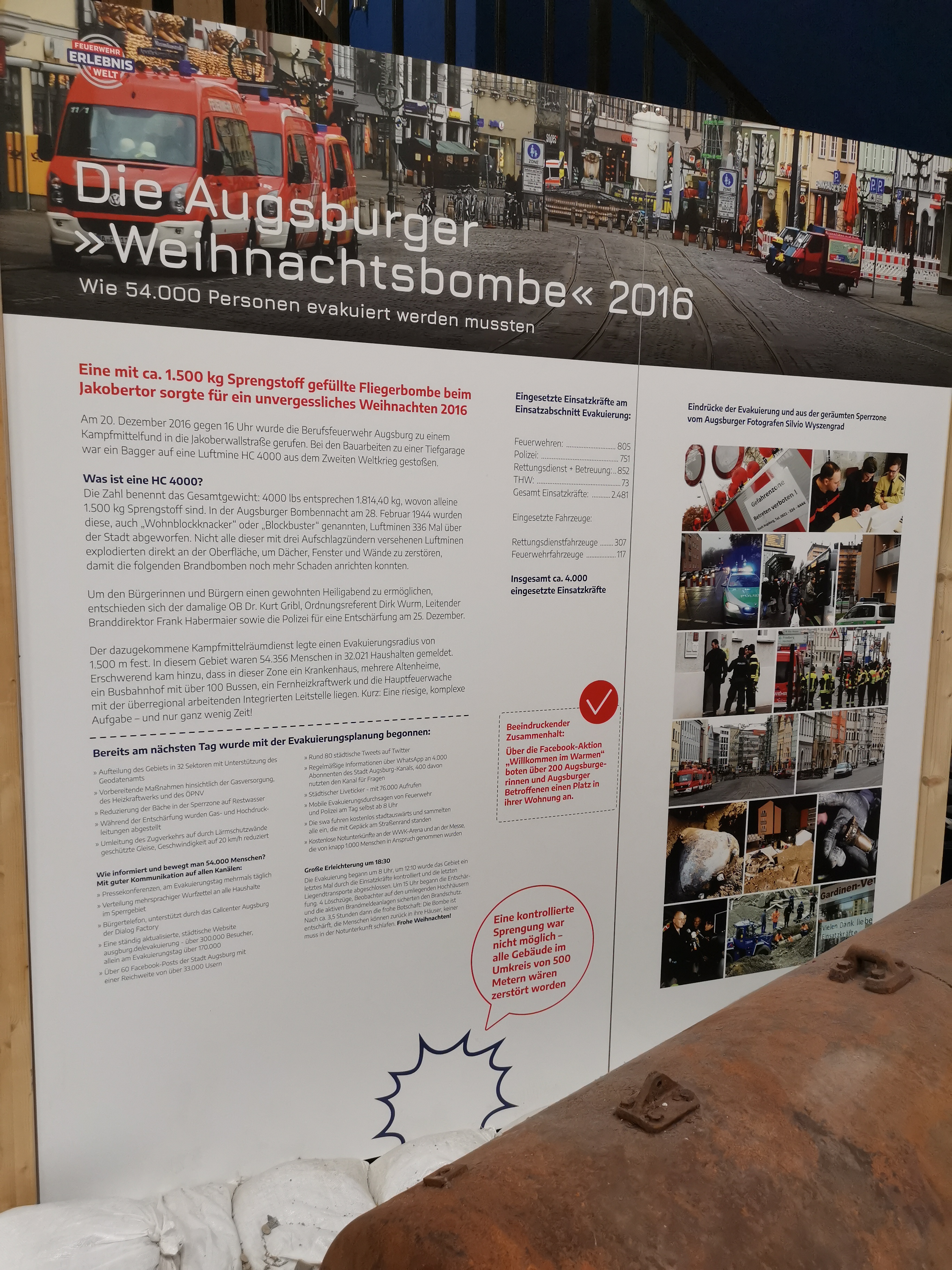
Dokumentation der Entschärfung auf einer Infotafel.

Größenvergleich der britischen 500-, 1000-, 2000, 4000- und 12.000-Pfund-Bomben. Die 2016 in Augsburg gefundene hatte 4000 Pfund.

Bei der Entschärfung einer Fliegerbombe in Augsburg zu Weihnachten 2016 wurden etwa 54.000 Bewohner der bayerischen Großstadt Augsburg in Sicherheit gebracht. Es war die bis dahin deutschlandweit größte Evakuierung nach dem Zweiten Weltkrieg.

## Die Luftmine
Die britische Luftmine wurde in der Innenstadt am 20. Dezember 2016 gefunden. Sie wurde bei Bauarbeiten für eine Tiefgarage am Jakoberwall gefunden. Der Fundort lag am Rand des Stadtviertels Jakobervorstadt nahe dem Jakobertor, nicht weit von der historischen Fuggerei im eng bebauten Stadtteil östlich der Stadtmitte. 
Sie stammte aus den Luftangriffen auf Augsburg, die vom 17. August 1940 bis 1945 stattfanden; der größte davon in der Nacht vom 25. auf den 26. Februar 1944, bei dem unter anderem von der Royal Air Force 336 Bomben dieses Typs abgeworfen wurden.
Die 1,8 Tonnen schwere Luftmine vom Typ HC 4000 war 2,80 m lang bei einem Durchmesser von 76 cm und befüllt mit 1,5 t Sprengstoff (Amatol). Sie verfügte über drei Zünder. Luftminen dieses Typs wurden eingesetzt, um durch ihre Detonationswellen Schäden an Gebäuden zu verursachen, insbesondere um Dächer abzudecken, damit die anschließend abgeworfenen Brandbomben besser ins Innere der Gebäude eindringen konnten.

## Die Evakuierung und Entschärfung
Die Luftmine konnte im Laufe des 25. Dezember 2016 in einem Zeitraum von fast vier Stunden erfolgreich entschärft werden. Die Entschärfung war bewusst auf den Feiertag gelegt worden, an dem Unternehmen und Büros geschlossen hatten. Außerdem waren viele Bewohner bereits Heiligabend verreist.
Eine ähnlich aufwändige Evakuierung hatte am 4. Dezember 2011 in Koblenz stattgefunden, bei der 45.000 Bewohner wegen der Entschärfung einer britischen Luftmine und weiterer Kampfmittel ihre Häuser verlassen mussten.
Die Luftmine soll im zukünftigen Museum der Bayerischen Geschichte in Regensburg dokumentiert und eventuell dort ausgestellt werden.